# Ntuthuko Mchunu
Pas d'image ? Cliquez ici

a Compétitions nationales et continentales officielles uniquement.

b Matchs officiels uniquement.
Dernière mise à jour le 8 février 2024.
Ntuthuko Mchunu, né le 5 avril 1999 à Durban (Afrique du Sud), est un joueur international sud-africain de rugby à XV évoluant au poste de pilier. Il évolue avec la franchise des Sharks en United Rugby Championship, et la province des Natal Sharks en Currie Cup.

## Biographie
Né à Durban, Ntuthuko Mchunu commence sa formation rugbystique avec le Maritzburg College (en) de Pietermaritzburg. Il est le capitaine de l'équipe de son établissement, et joue dans un premier temps au poste de troisième ligne centre,. Se distinguant par sa puissance ballon en main, il fait partie des joueurs les plus en vue de son équipe. À côté du rugby, il pratique également la natation et le water-polo avec succès. En athlétisme, son temps au 100 mètres est chronométré à 11 s 3.
Parallèlement à son parcours scolaire, il fait aussi partie de l'Academy (centre de formation) de la province des Natal Sharks. Il participe avec son équipe à la Craven Week dans la catégorie des moins de 18 ans en 2017,.
Peu de temps après, il est repositionné par ses entraîneurs du poste de troisième ligne centre vers celui de pilier gauche. Cette transition se fait car il est identifié que ses qualités physique correspondent davantage à ce poste, et que sa faible taille (1,88 m) limite ses capacités comme sauteur en touche,. Afin de réaliser ce changement de poste, Mchunu travaille assidument sa musculation, effectue un régime de prise de masse, et s'entraîne intensivement à l'exercice de la mêlée fermé. Il passe alors d'un poids de 105 kg à celui de 120 kg.
En 2020, il dispute le championnat provincial des moins de 21 ans,. Il ne joue cependant que trois matchs lors de cette compétition.
Au début de l'année 2021, il est retenu dans l'effectif de la franchise des Sharks pour disputer une série de matchs de préparation faisant suite à la longue interruption du rugby sud-africain causé par la pandémie de Covid-19. Il fait sa première apparition sous le maillot des Sharks lors d'une rencontre face aux Griquas le 28 février 2021,. Trois semaines plus tard, à l'occasion de son troisième match senior de sa carrière, il se distingue face aux Lions en inscrivant un essai sur un exploit personnel et un sprint de plus de 50 mètres,. Ce coup d'éclat lui permet d'être reconnu comme l'un des plus gros potentiel sud-africain à son poste, et lui vaut déjà la comparaison avec l'emblématique Springbok Tendai Mtawarira,.
Mchunu fait ensuite partie de l'effectif des Sharks pour disputer la Pro14 Rainbow Cup. Il joue son premier match officiel lors de la première journée de la compétition, le 1er mai 2021 contre les Stormers. Il ne dispute pas la finale perdue par son équipe face aux Bulls à la suite d'une blessure contractée en demi-finale,. Au cours de la compétition, il voit son contrat avec les Sharks prolongé sur le long terme.
À l'été 2021, il dispute la Currie Cup avec les Natal Sharks. Lors de la saison, il dispute huit matchs, dont six comme titulaire. Il participe en tant que remplaçant à la finale que son équipe perd largement face aux Blue Bulls,.
En 2022, il participe à la première saison des Sharks en United Rugby Championship (URC). Principalement utilisé comme doublure de l'international Ox Nché, il continue de performer, et fait preuve de gros progrès en mêlée,.
Dans la foulée de sa saison réussie en URC, il est appelé pour la première fois avec les Springboks par le sélectionneur Jacques Nienaber en juin 2022, afin de préparer la série de test-matchs face au pays de Galles,. Il connaît sa première sélection lors du deuxième match de la série, le 9 juillet 2022 à Bloemfontein.
En mai 2023, il prolonge son contrat avec les Sharks jusqu'en 2025.

## Palmarès

### En club
- Finaliste de la Currie Cup en 2021 avec les Natal Sharks.